# Rachela (postać z Wesela)
Rachela (także Rachel) – jedna z bohaterek dramatu Stanisława Wyspiańskiego Wesele, a także jego ekranizacji. Pierwowzorem postaci była Józefa Singer.
Rachela to Żydówka, córka właściciela karczmy w Bronowicach, o poetyckim (chwilami wręcz mistycznym) usposobieniu. Jest zafascynowana całą młodopolską kulturą, a poezją w szczególności. Skłania to Poetę do flirtu z dziewczyną. To ona pierwsza dostrzegła Chochoła za oknem i namówiła państwa młodych, by zaprosili go na wesele.
Odtwórczynie postaci

Po raz pierwszy Rachelę zagrała Helena Sulima. Inne odtwórczynie tej roli w spektaklach teatralnych: Helena Arkawin, Marta Bizoń, Teresa Budzisz-Krzyżanowska, Stanisława Celińska, Antonina Choroszy, Aldona Grochal, Jadwiga Jankowska-Cieślak, Marta Klubowicz, Halina Kossobudzka, Mirosława Lombardo, Wiesława Mazurkiewicz, Anna Polony, Zofia Rysiówna, Dorota Segda, Irena Solska, Joanna Szczepkowska, Magda Umer. W filmie Andrzeja Wajdy zrealizowanym na podstawie Wesela rolę Racheli zagrała Maja Komorowska.